# Tarsoctenus
Tarsoctenus este un gen de fluturi din familia Hesperiidae. 

## Specii
- Tarsoctenus corytus (Cramer, [1777]) Surinam până în Columbia, Brazilia (Amazonas)
- T.corytus corytus Surinam
- T.corytus corba Evans, 1952 Peru
- T.corytus gaudialis (Hewitson, 1876) Panama
- Tarsoctenus papias  (Hewitson, 1857)  Brazilia
- Tarsoctenus praecia  (Hewitson, 1857) Brazilia
- T. praecia praecia Brazilia (Pará)
- T. praecia plutia (Hewitson, 1857) Brazilia
- T. praecia rufibasis  Boullet, 1910 Guiana Franceză
- T. praecia luna Evans, 1952 Bolivia